# Clavipalpa monogramma
Clavipalpa monogramma là một loài bướm đêm trong họ Noctuidae.